# Nowogrodziec
Nowogrodziec (en allemand : Naumburg am Queis) est une ville de Pologne, située dans le sud-ouest du pays, dans la voïvodie de Basse-Silésie. Elle est le chef-lieu de la gmina de Nowogrodziec, dans le powiat de Bolesławiec. 

## Géographie

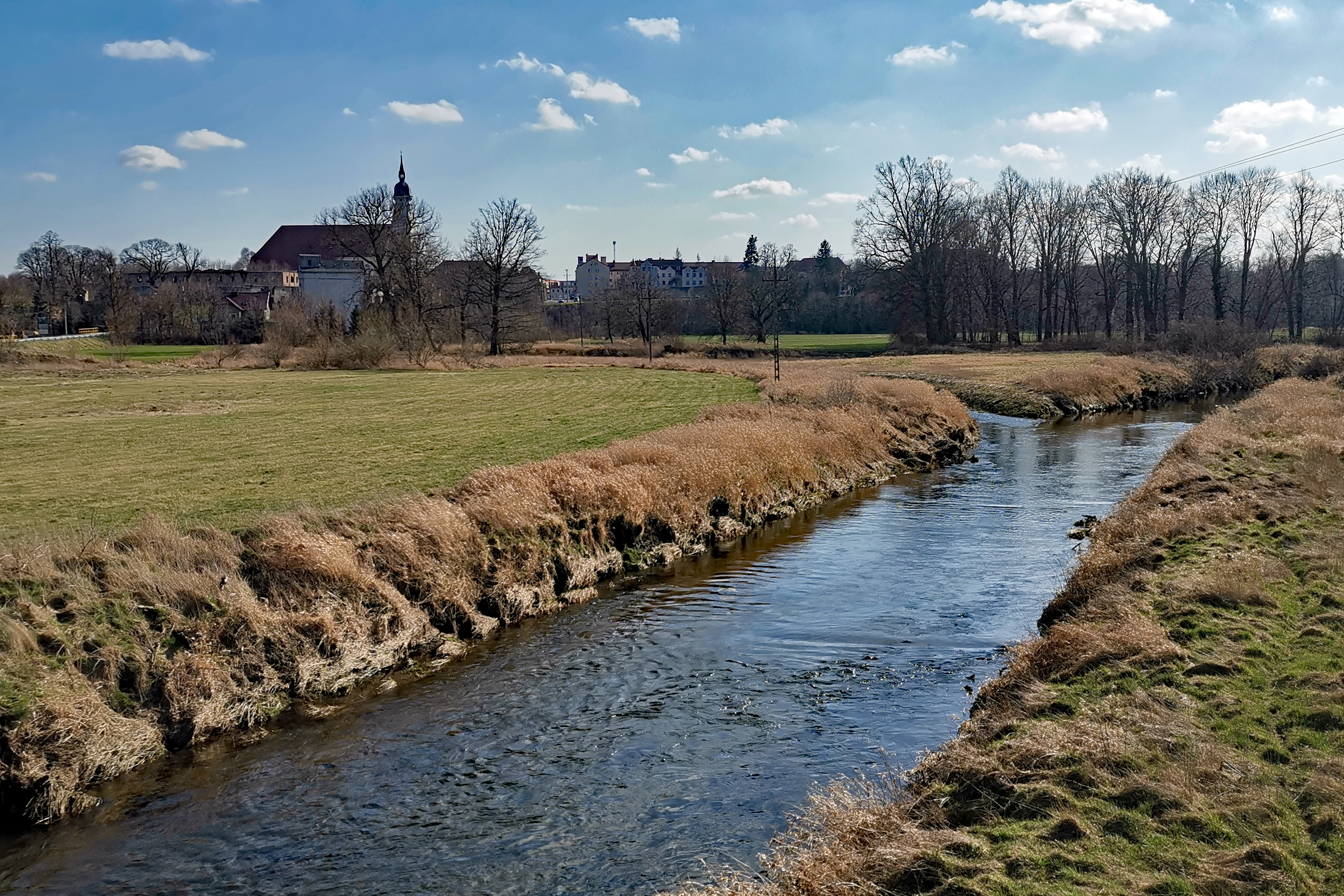
Vue sur la Kwisa.

Nowogrodziec est située dans la région historique de Basse-Silésie, à environ 130 km à l'ouest de Wrocław. Le centre-ville se trouve sur la rive est de la rivière Kwisa qui constitue la frontière traditionnelle avec la région de Haute-Lusace à l'ouest.

## Histoire
Les terres sur la Kwisa étaient autrefois densément boisées ; la colonisation de la région commença sous le règne du duc Henri Ier de Silésie au début du XIIIe siècle. C'était à cet endroit où la Via Regia Lusatiæ Superioris, route commerciale importante, traversait la frontière du duché de Silésie et menait vers l'est à Wrocław. Les citoyens, surtout colons germaniques, ont reçu les droits de ville selon sur l'exemple du droit de Magdebourg disposant du droit de marché et de percevoir des droits de douane. 

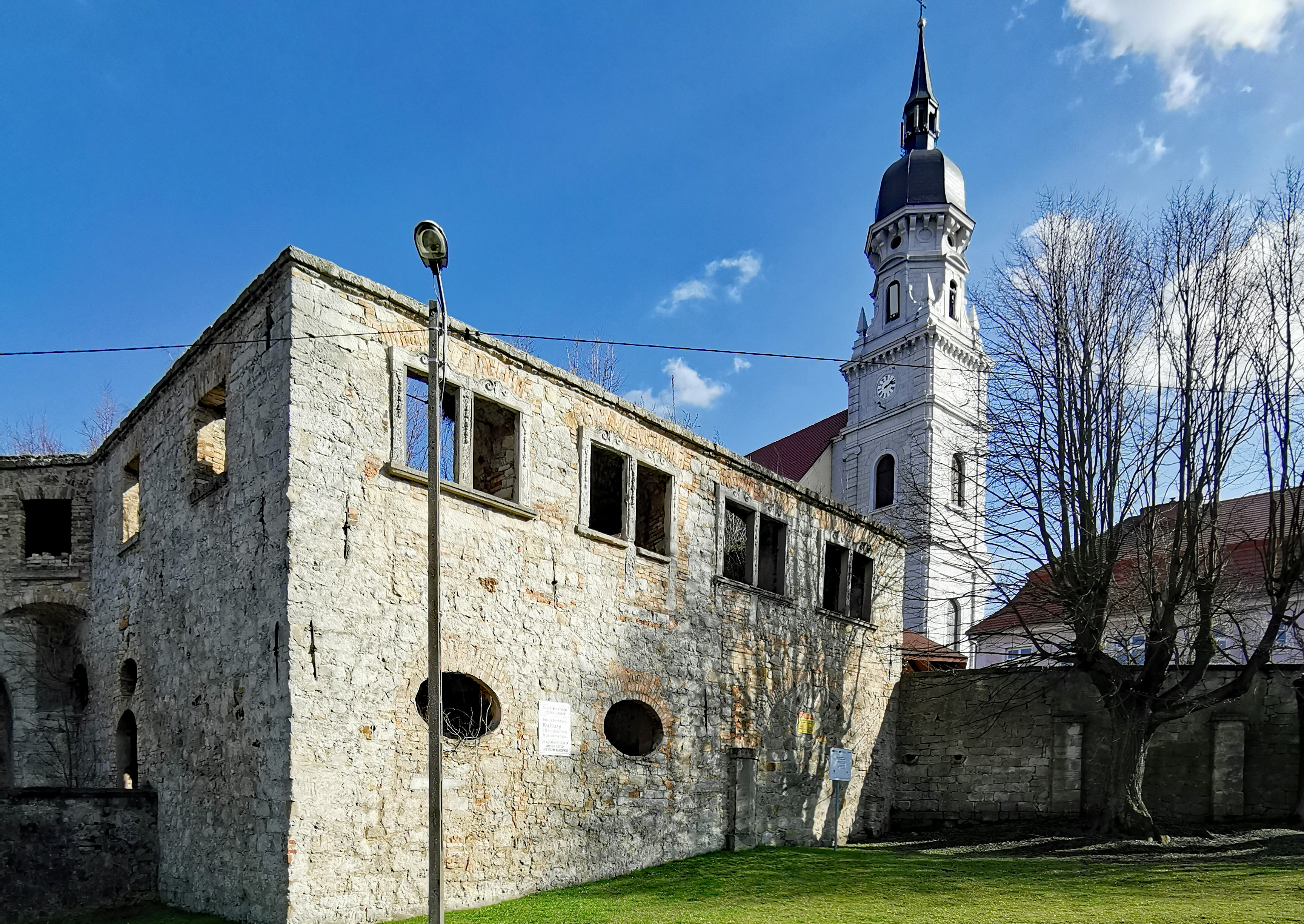
Les ruines du monastère.

En 1247, un couvent de l'ordre de Sainte Marie-Madeleine a été fondé par les petits-fils de Henri Ier et de son épouse Edwige d'Andechs, les princes Boleslas II le Chauve et Henri III le Blanc. Une filiale a été créée vers 1289 à Bytom Odrzański et transférée à Szprotawa en 1314 ; un autre couvent féminin est né à Lauban en Haute-Lusace. Sécularisé en 1810, l'ensemble conventuel de Nowogrodziec fut fortement endommagé vers la fin de la Seconde Guerre mondiale. Aujourd'hui, les ruines sont classées monument historique. 
Nowogrodziec est longtemps restée dans l'ombre de la ville voisine de Bolesławiec au nord-est. Au début des temps modernes, l'industrie de la poterie fait sa première apparition. Jusqu'au XIXe siècle, la cité était réputée pour ses céramiques. Après la première guerre de Silésie, en 1742, elle faisait partie du royaume de Prusse, incorporée dans le district de Liegnitz au sein de la Silésie prussienne à partir de 1815. En 1945, la région fut occupée par l'Armée rouge puis rattachée à la république de Pologne et les habitants germanophones expulsés.
De 1975 à 1998, la ville faisait partie de la voïvodie de Jelenia Góra.

## Jumelages
- Großdubrau (Allemagne)
- Srbac (Bosnie-Herzégovine)
- Peremychliany (Ukraine)
- Lomnice nad Popelkou (Tchéquie)
- Gorzyce (Pologne)